# فلسفه فمینیستی
فلسفه فمینیستی (به انگلیسی: Feminist Philosophy)، رویکردی بر فلسفه از دیدگاه فمینیستی بوده و همچنین بکارگیری روش‌های فلسفی در موضوعات و پرسش‌های فمینیستی می‌باشد. فلسفه فمینیستی، متن و روش‌های فلسفی را برای کمک به جنبش‌های فمینیستی باز تعریف نموده و می‌کوشد تا نظریه‌های سنتی فلسفه را در یک چارچوب فمینیسمی نقد یا مجدداً ارزیابی نماید.

## ویژگی‌های اصلی
فلسفه فمینیستی با یک نگرانی مرکزی پیرامون جنسیت متحد شده‌است. این فلسفه همچنین معمولاً حاوی بعضی از اشکال تعهد نسبت به عدالت برای زنان است، به هر شکلی که باشد. جدا از این ویژگی‌های متحده کننده، فلسفه فمینیستی یک حوزه متنوع بوده و موضوعات مختلف از رویکردهای گوناگون را تحت پوشش خود قرار می‌دهد. فیلسوفان فمینستی، در سنت‌های فلسفه تحلیلی و قاره‌ای به عنوان فیلسوف یافت می‌گردند و در این سنت‌ها به هزاران دیدگاه مختلف از نقطه نظر موضوعات فلسفی می‌پردازند. فیلسوفان فمینستی، به عنوان فمینیست، می‌توانند متعلق به انواع مختلف مکاتب فمینیسمی باشند.
می‌توان سه کارکرد را برای فلسفه فمینیستی قائل شد:
1. ترسیم بر روی خطوط روش‌شناسی‌ها و نظریات فلسفی جهت تشریح و نظریه‌پردازی پیرامون دغدغه‌ها و نگرش‌های فمینیستی. این می‌تواند شامل فراهم نمودن یک تحلیل فلسفی از مفاهیم مرتبط به هویت (مانند نژاد، وضعیت اجتماعی-اقتصادی، جنسیت، گرایش جنسی، توانایی و دین) و مفاهیم که در تئوری فمینیسم به صورت گسترده استفاده و نظریه‌پردازی می‌گردد باشد. فلسفه فمینیستی همچنین یک منبع مهم برای مناقشات مربوط به برابری جنسیتی بوده‌است.
2. تحقیق روی تبعیض جنسیتی و رویکرد مرد مدارانه[الف] در سنت فلسفی. این مورد می‌تواند شامل نقد متون و تئوری‌هایی باشد که معمولاً به عنوان بخشی از قواعد کلی فلسفه دسته‌بندی شده‌اند، به ویژه با تمرکز روی دید آنها نسبت به زنان و تجربه زنان یا محروم کردن زنان از سنت فلسفی. یکی دیگر از گرایش‌های قابل توجه، کشف مجدد آثار بیشتر زنان فیلسوفی است که آثارشان تا کنون دیده نشده‌است.
3. کمک به فلسفه با اتخاذ رویکردهای جدید نسبت به پرسش‌های موجود و پرسش‌های جدید و حوزه‌های تحقیقاتی، در روشنایی بررسی‌های نقادانه آنها از سنت فلسفی و انعکاس نگرانیشان نسبت به مبحث جنسیت.[۳]

فلسفه فمینیستی قبل از قرن بیستم میلادی وجود داشت اما بعد از گفتمان موج دوم فمینیسم در دهه‌های ۱۹۶۰ و ۱۹۷۰ میلادی با این عنوان شناخته شد. یکی از پروژه‌های مهم فلسفه فمینیستی شامل تنوع دادن به تجارب زنان از گروه‌های جنسیتی مختلف و صنف‌های اجتماعی-اقتصادی مختلف و همچنین زنانِ سراسر جهان بوده‌است.

## زیرشاخه‌ها
فیلسوفان فمینیست در حوزه‌های گسترده‌ای کار می‌کنند، این حوزه‌ها شامل این موارد اند:
- معرفت‌شناسی فمینیستی، که ایده‌های سنتی فلسفی در رابطه به عینیت، کلیت یا از لحاظ ارزشی خنثی بودن دانش و عقلانیت را به چالش می‌کشد. معرفت شناسان فمینیست اغلب پیرامون اهمیت نگرش، وضعیت اجتماعی و ارزش‌ها در ایجاد معرفت، بشمول علوم، استدلال می‌نمایند.
- اخلاق فمینیستی، که اغلب استدلال می‌نماید که تأکید روی عینیت، عقلانیت و جهان شمول بودن در تفکر اخلاقی سنتی، واقعیت‌های اخلاقی زنان را مستثنی می‌نماید.[۳] یکی از پیشرفت‌های چشمگیر، اخلاق مراقبت است که در ایجاد نظام‌های اخلاقی به همدلی، مسئولیت و عدم خشونت ارزش می‌دهد. اخلاق مراقبت همچنین شامل شناخت وسیع تر از ارتباط‌های بینا-فردی و رابطه میان مراقبت و وابستگی است، که اخلاق فمینستی از این استدلال استفاده نموده و این حقیقت که اخلاق عدالت، اغلب ریشه در درک پدرسالارانه از اخلاقیات دارد را نقد می‌نماید.[۴] بعضی از نظریه پردازان اخلاقی زن دغدغه‌های خود را مبنی بر اینکه چگونه ارزش‌های منسوب به اخلاق مراقبت اغلب به زن بودن پیوند داده می‌شود و اینکه چگونه این پیونددهی می‌تواند باعث تقویت ایده‌هایی در مورد جنسیتی بودن پیشرفت اخلاقی می‌شود، ابراز نموده‌اند.[۵]
- پدیدارشناسی فمینیستی روی این تحقیق می‌نماید که چگونه نیروهای شناختی (مانند، تفکر، تفسیر، حافظه، ادراک) و ساخت هنجارگذاری در درون نظام‌های اجتماعی، باهم ترکیب شده و واقعیت یک فرد را شکل می‌دهند. پدیده‌شناسی در فلسفه فمینیستی اغلب برای ایجاد تصورات بهتر از تجربه جسمی جنسیتی، ذهنیت و زندگی ارتباطی، پدیده‌های اجتماع، جامعه و سیاست بکار برده می‌شود. پدیده‌شناسی فمینیستی با محور قرار دادن تجارب شخصی و جسمی و همچنین به رسمیت شناختن اینکه چگونه تجربه اغلب فراتر از زبان عمل می‌نماید و ازین رو تشریح آن مشکل است، از گفتمان‌های تجسم محور فراتر می‌رود.[۶] نظریهٔ انعکاس زمانبه عنوان یک ساختار، یکی از پیشرفت‌های اخیردر پدیده‌شناسی فمینیستی است؛ آثار اخیر شروع به تحقیق روی جایگاه «موقتی بودن» در این حوزه نموده‌است و اینکه چگونه یک درک پیچیده‌تر از «موقتی بودن» می‌تواند واقعیت‌های تجارب جنسیتی و هستی را روشن‌تر نماید.[۷]
- زیبایی‌شناسی فمینیستی، به نقش جندر و جنسیت در هنر و نظریه‌پردازی زیبایی‌شناسی پرداخته و پیرامون موضوعات مرتبط به ذهنیت خالق‌ها، بازآفرینی هنجارهای جنسیتی در هنر، نقش هنر در نهادینه سازی فرهنگ، سهم زنان در هنر به عنوان موضوع و خالق بحث می‌نماید.[۸] درکی از «زنان» و «هنرمند» به عنوان دو هویت مانع الجمع، حداقل پس از عصر عشق گرایی دوباره پدیدار گردید، و این جداسازی باعث شد تا زیبایی شناسان فمینست وضعیت پدرسالارانه و مرد محوری زیبایایی‌شناسی را به چالش بکشند.[۹]
- متافیزیک فمینیستی، به صورت گسترده روی هستی‌شناسی جندر و جنسیت و ماهیت ساخت‌گرایی اجتماعی متمرکز می‌باشد. مورخین فمینیستی همچنین تمایل‌های جنسی در تئوری‌های سنتی متافیزیک را بررسی نموده‌اند. یکی از نکات اساسی که این حوزه را از متافیزیک کلاسیک متمایز می‌نماید همانا تلاش این حوزه برای مبنا قرار دادن درک «اساسی» و «طبیعی»، که متافیزیک بر آن بنا شده‌است، برای ساخت‌های اجتماعی می‌باشد.[۱۰] متافیزیست‌های فمینیست با تشریح اینکه، تفاوت میان آنچه «واقعیت» پنداشته شده و آنچه «ساخت اجتماعی» پنداشته می‌شود یک ترکیبی را می‌سازد که رابطه میان این دو مفهوم را نمی‌تواند تعریف کند، می‌کوشند تا موازنه ای رابطه میان ساخت‌های اجتماعی و واقعیت را برقرار نمایند.[۱۱] به همین ترتیب، این حوزه برای به چالش کشیدن نظام‌های صنف بندی که خنثی و بی‌طرف پنداشته می‌شوند، کار نموده و آشکار می‌سازد. که این سیستم‌ها چگونه از ایدولوژی‌های سیاسی و اخلاقی و انحرافات متأثر اند.[۱۲] بعضی از نظریه پردازان، پرسش‌های مربوط به اینکه بعضی از ابعاد اساسی متافیزیک ذاتاً با رویکرد فمینستی در تقابل است مطرح نموده‌اند[۱۳] و بنابراین، رابطه میان فمینیسم و متافیزیک هنوز هم تا حدی بی‌ثبات مانده‌است.
- فلسفه فمینیستیِ علم، که ریشه در فمینیسم آکادمیک دارد، برای به چالش کشیدن اینکه فرآورده‌های علمی و روش‌شناسی‌هایی که برای بدست آوردن این فرآورده‌ها بکار رفته‌اند، عاری از گرایش (غیر جانبدارانه) نیستند، کار می‌کند. برخلاف تصورات دیگری که از علم وجود دارد، فلسفه فیمینستی از علم، استفاده از علم را با ارزش می‌شمارد، نه خالی از ارزش[۱۴] و پیشنهاد می‌نماید که ایدئولوژی‌ها، مانند ایدئولوژی‌های مرتبط با جنسیت، با مدل‌ها و روش‌های که علم بر پایه آنها بنا شده‌است، و دانش که می‌آفریند، گره خورده‌است.[۱۵]